# Mirza Khazar
Mirza Khazar (Azerbeidzjaans: Mirzə Xəzər), pseudoniem van Mirza Kerim oglu Mikayilov
(Azerbeidzjaans: Mirzə Kərim oğlu Mikayılov), (Göyçay, Sovjet-Unie, 29 november 1947 – Duitsland, 31 januari 2020) was een Azerbeidzjaans journalist, columnist, auteur, radio- en televisiepresentator. Khazar vertaalde het Oude Testament en het Nieuwe Testament en verschillende christelijke teksten in het Azerbeidzjaans tussen 1975-1984.

## Opleiding
In juli 1973 studeerde Mirza Khazar af aan de rechtenfaculteit van de Azerbeidzjaanse Staatsuniversiteit., waarna hij tot januari 1974 als werkte advocaat in Sumqayıt. In juni 1974 emigreerde hij naar Israël en volgde speciale cursussen voor advocaten van de Sovjet-Unie aan de Universiteit van Tel-Aviv. In 1975 diende hij in het Israëlisch defensieleger (IDF). In 1979 deed hij een opleiding aan het Hunter College in New York. In de jaren 1980 genoot hij diverse management cursussen in het Verenigd Koninkrijk, de Verenigde Staten en Duitsland.

## Carrière
Van augustus 1976 tot oktober 1985 werkte Mirza Khazar in München als plaatsvervangend hoofdredacteur van de Azerbeidzjaanse dienst van Radio Free Europe/Radio Liberty, Azadlig Radio. In oktober 1985 werd hij uitgenodigd in Washington D.C. om hoofdredacteur te worden van de Azerbeidzjaanse dienst van Voice of America. In februari 1987 keerde Mirza Khazar terug bij in Azadlig Radio in München en later Praag, waar hij tot september 2003 werkte. 
In januari 2004 richtte hij de internetkrant Voice of Mirza Khazar (Mirzə Xəzərin Səsi) op in Bakoe, die hij in drie talen publiceerde: Azerbeidzjaans, Russisch en Engels. Van september tot oktober 2005 was Mirza Khazar presentator van Azadlig TV (Vrijheid TV), het eerste onafhankelijke station dat vanuit het buitenland naar Azerbeidzjan uitzond. De zender werd door de Azerbeidzjaanse autoriteiten uit de lucht gehaald tijdens een programma waarin Khazar de gastheer was van oppositieleiders. In december 2005 lanceerde Khazar het internetradioprogramma The Voice of Mirza Khazar, waar bezoekers naar vooraf opgenomen audio-items via zijn internetkrant konden luisteren.

## Zwarte Januari
Ondanks pogingen van het Azerbeidzjaanse Sovjet-regime om tijdens de hardhandige onderdrukking van het Januaribloedbad in Bakoe de verspreiding van nieuws hierover te voorkomen, lukte het Mirza Khazar en zijn staf van Azadlig Radio (Radio Free Europe/Radio Liberty) om dagelijkse reportages vanuit Bakoe uit te zenden. Aan de vooravond van de Sovjet militaire invasie in Bakoe werd een energiebron voor de Azerbeidzjaanse tv en de staatsradio opgeblazen door inlichtingenofficieren om de bevolking af te sluiten van elke informatiebron. Radio Free Europe was dagenlang de enige bron van nieuws over de militaire operatie. Dit leidde tot een boze reactie van de Sovjetleiding naar de Amerikaanse regering, sponsor van Radio Free Europe.